# Borojoa patinoi
Borojoa patinoi är en måreväxtart som beskrevs av José Cuatrecasas. Borojoa patinoi ingår i släktet Borojoa och familjen måreväxter. Inga underarter finns listade i Catalogue of Life.